# ET Весов
ET Весов (лат. ET Librae) — одиночная переменная звезда в созвездии Весов на расстоянии (вычисленном из значения параллакса) приблизительно 26113 световых лет (около 8006 парсеков) от Солнца. Видимая звёздная величина звезды — от +19,4m до +18,4m.

## Характеристики
ET Весов — пульсирующая переменная звезда типа RR Лиры (RRAB) спектрального класса A2.